# La Maison aux sept pignons
Pour l’article homonyme, voir La Maison aux sept pignons (film).
La Maison aux sept pignons (titre original : The House of the Seven Gables) est un roman gothique de Nathaniel Hawthorne, publié en 1851. 

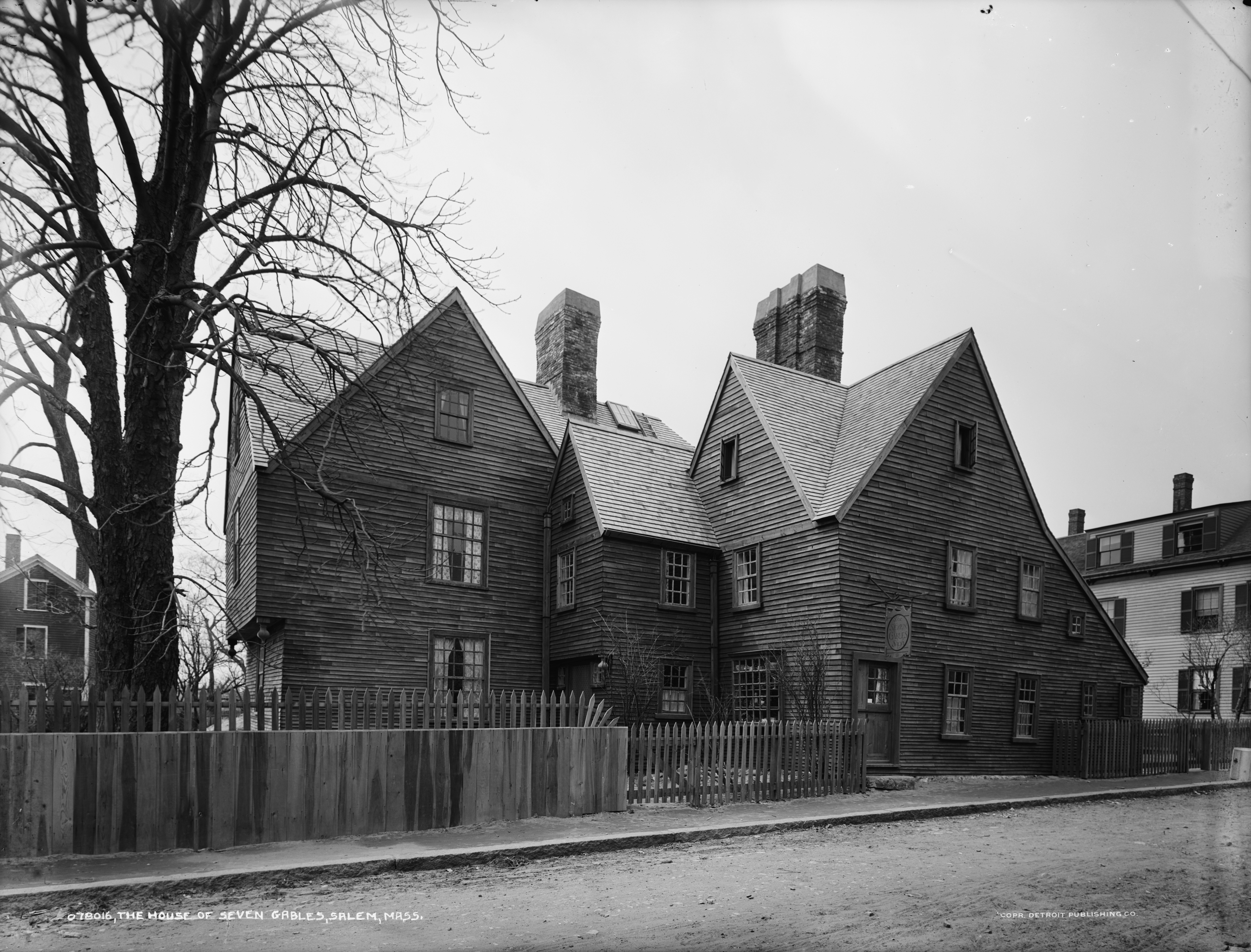
La Maison aux sept pignons
à Salem (Massachusetts).

## Résumé
Le récit se déroule au milieu du XIXe siècle, mais la Maison aux sept pignons, une vieille demeure construite à la fin du XVIIe siècle, est une sombre demeure, hantée depuis sa construction par des activités illicites, des séances de sorcellerie et des morts inexplicables. La maison a été construite sur un terrain saisi à tort par le colonel Pyncheon à son propriétaire Matthew Maule accusé de sorcellerie et condamné à la pendaison. Selon la légende, à l'heure de sa mort, Maule a jeté un sort sur tous les descendants de la famille Pyncheon. Le colonel Pyncheon, retrouvé mort dans son fauteuil, aurait été la première victime de cette malédiction qui hante depuis la maison et ses habitants. 
La maison appartient maintenant à Hepzibah Pyncheon, également propriétaire d'une boutique grâce à laquelle elle a pu subvenir à ses besoins pendant l'incarcération de son frère Clifford sur le point d'être libéré après avoir purgé une peine de trente ans pour un meurtre dont il a toujours clamé être innocent. Hepzibah, pauvre mais fière, a toujours refusé l'aide de son cousin, le juge Jaffrey Pyncheon, un homme aussi riche que désagréable. Sur les entrefaites arrive Phoebe, une jeune parente éloignée qui, par son entrain et sa joie de vivre, attire rapidement les clients et paraît sortir Clifford de sa dépression. 
Quand Phoebe annonce qu'elle retourne à la campagne pour un bref séjour, son départ est perçu par Clifford comme la disparition de l'unique joie de la maison. Déprimé, il fait une chute inconsidérée, se blesse et doit garder le lit. 
Peu après, le Juge Pyncheon se rend à la maison avec l'intention de placer Clifford dans un asile de fous. Or, le juge meurt mystérieusement alors qu'il est assis dans le fauteuil même où le colonel Pyncheon a été retrouvé sans vie plusieurs années auparavant. Devant ce nouveau coup du sort, Hepzibah et Clifford tentent de s'échapper et ils prennent le train, mais finissent par rebrousser chemin : ils se sentent repoussés vers la maison par une force irrépressible. 
Le lendemain, au retour de Phoebe, le corps du juge est découvert. La rumeur publique s'inquiète, mais, peu après, de nouveaux événements viennent jeter un nouvel éclairage sur les circonstances qui ont envoyé Clifford en prison et qui prouvent son innocence.
Le roman se termine quand la vieille maison est abandonnée par ses habitants qui veulent commencer une nouvelle vie à la campagne et se libérer du poids d'un passé trop lourd.

## Éditions

### Édition originale
- The House of the Seven Gables, Boston, The Ticknor and Fields, 1851

### Éditions françaises
- La Maison aux sept pignons, traduit par Émile Daurand Forgues, Paris, Hachette, 1865.
- La Maison aux sept pignons, traduit par Marie Canavaggia, Paris, Gallimard, 1947.
- La Maison aux sept pignons, adaptation d'Henriette-Anne Régnier, Paris, Delagrave (Bibliothèque Juventa), 1959.
- La Maison aux sept pignons, traduit par Claude Imbert, Paris, Flammarion, Garnier-Flammarion no 585, 1994  (ISBN 2-08-070585-7).

## Adaptations

### Au cinéma
- 1940 : La Maison aux sept pignons, film américain réalisé par Joe May, avec George Sanders, Margaret Lindsay et Vincent Price
- 1963 : Trio de terreur (Twice-Told Tales), film à sketches réalisé par Sidney Salkow, adaptation des nouvelles L'Expérience du Dr Heidegger (Heidegger's Experiment) et La Fille de Rappaccini (Rappaccini's Daughter) et du roman La Maison aux sept pignons (The House of the Seven Gables) de Nathaniel Hawthorne. Le film produit par la United Artists met en vedette Vincent Price, Joyce Taylor et Sebastian Cabot

### À la télévision
- 1949 : The House of the Seven Gables, épisode 10, saison 2, de la série télévisée américaine The Philco Television Playhouse, réalisé par Fred Coe, avec Joan Chandler
- 1951 : The House of the Seven Gables, épisode 19, saison 2, de la série télévisée américaine Robert Montgomery Presents, avec Robert Montgomery, Gene Lockhart et June Lockhart
- 1956 : The House of the Seven Gables, épisode 113, saison 1, de la série télévisée américaine NBC Matinee Theater réalisé par Allan A. Buckhantz, avec John Carradine, John Conte et Marshall Thompson
- 1960 : The House of the Seven Gables, épisode 12, saison 2, de la série télévisée américaine Shirley Temple's Storybook réalisé par Arthur Hiller, avec Shirley Temple, Robert Culp et Agnes Moorehead